# Ipolydamásd
Ipolydamásd  este un sat în districtul Szob, județul Pesta, Ungaria, având o populație de 356 de locuitori (2011). 

## Demografie
Componența etnică a satului Ipolydamásd
     Maghiari (96,48%)
     Romi (1,56%)
     Necunoscut (1,95%)
     Alții (1,95%)
Componența confesională a satului Ipolydamásd
     Fără religie (4,49%)
     Reformați (2,25%)
     Necunoscută (93,26%)
     Alte religii (1,97%)
Conform recensământului din 2011, satul Ipolydamásd avea 356 de locuitori. Din punct de vedere etnic, majoritatea locuitorilor (96,48%) erau maghiari, cu o minoritate de romi (1,56%). Apartenența etnică nu este cunoscută în cazul a 1,95% din locuitori. Nu există o religie majoritară, locuitorii fiind persoane fără religie (4,49%) și reformați (2,25%). Pentru 93,26% din locuitori nu este cunoscută apartenența confesională.